# Yul Brynner
Yul Brynner (Vladivostok, 11. srpnja 1920. – New York, 10. listopada 1985.), američki filmski glumac ruskog podrijetla. U Sjedinjenim Državama se pojavio u mnogim filmskim i kazališnim produkcijama. Najpoznatiji je po ulozi sijamskog kralja u mjuziklu Kralj i ja u kazalištu i na velikom platnu, kao i Ramzesa II. u filmu Cecila B. DeMillea Deset zapovijedi iz 1956. i Chrisa Adamsa u Sedmorici veličanstvenih.
Bio je poznat po obrijanoj glavi koju je zadržao kao osobni zaštitni znak od uloge u Kralj i ja. Tijekom života je postao sinonim za ćelavost.

## Životopis

### Rani život
Rođen je kao Yuliy Borisovič Brynner u Vladivostoku, Rusija. Njegova majka, Marusya Blagovidova, bila je kćer ruskog liječnika, a njegov otac, Boris Brynner, je bio inženjer i izumitelj, koji je imao švicarskog i mongolskog podrijetla. Ime je dobio po djedu s očeve strane, Julesu Brynneru.
Nakon što je Boris Brynner napustio obitelj, njegova majka uzela je Yula i njegovu sestru, Veru Brynner, i odvela ih u Harbin, Kina, gdje je pohađao školu koju je vodila kršćanska organizacija YMCA, a 1934. ih je odvela u Pariz.
Tijekom Drugog svjetskog rata (1941.-do Dana D) Brynner je radio kao francuski radijski spiker i komentator za američki Ured za ratne informacije koji je prenosio promidžbu u okupiranoj Francuskoj.

### Karijera
U svojim dvadesetima je počeo glumiti i raditi kao model, a u ranoj karijeri ga je golog fotografirao George Platt Lynes.
Brynnerova najbolja uloga bila je ona sijamskog kralja Mongkuta u broadwayskoj produkciji mjuzikla Kralj i ja koju je u kazalištu u karijeri izveo 4626 puta. Nastupio je u originalnoj produkciji i kasnijim turnejama, kao i u ponovnim postavama na Broadwayu 1977. i 1985. Nastupio je i u istoimenoj filmskoj verziji za što je dobio Oscara za najboljeg glumca, kao i u televizijskoj verziji (Ana i kralj) na CBS-u 1972. Brynner je jedna od sedam osoba koji su osvojili nagradu Tony i Oscar za istu ulogu.
Filmsku verziju je započeo eksplozivno, pojavivši se ne samo u ekranizaciji Kralj i ja, nego i u filmovima Deset zapovijedi s Charltonom Hestonom i Anastaziji s Ingrid Bergman.
Kasnije se pojavio u filmovima kao što su biblijski spektakl Salomon i Sheba (1959.), kao Salomon, Sedmorica veličanstvenih (1960.) i Westworld (1973.). U Morituriju je nastupio s Marlonom Brandom; Katharine Hepburn mu je bila partnerica u filmu Madwoman of Chaillot, a William Shatner u ekranizaciji Braće Katamazovih. Njegov posljednji nastup bio je u nastavku Westworlda, nazvanom Futureworld s Peterom Fondom i Blythe Danner 1976.
Krajem života je obolio od trihineloze te kasnije tužio restoran Trader Vic's u hotelu Plaza u New Yorku jer su mu poslužili slabo pečenu svinjetinu, od koje je, navodno, obolio.

### Fotograf, pisac i glazbenik
Osim što je bio glumac, Brynner je bio aktivan fotograf, te napisao dvije knjige. Njegova kćer Victoria sastavila je knjigu njegovih fotografija obitelji, prijatelja i glumaca, kao i onih koje je snimio dok je radio kao UN-ov specijalni konzultant o izbjeglicama. Knjiga je nazvana Yul Brynner: Photographer. Osim toga, objavio je i Bring Forth the Children: A Journey to the Forgotten People of Europe and the Middle East 1960. i The Yul Brynner Cookbook: Food Fit for the King and You 1983.
Učenik glazbe od djetinjstva, Brynner je bio hvaljeni gitarist i pjevač. U svojem ranom periodu u Europi je često svirao i pjevao romske pjesme u pariškim noćnim klubovima s Aljošom Dimitrijevičem. Neke od tih pjesama je otpjevao u filmu Braća Karamazovi. On i Dimitrijevič su 1967. objavili album The Gypsy and I: Yul Brynner Sings Gypsy Songs.

### Privatni život
Yul Brynner se ženio četiri puta, a prva tri braka su završila razvodom. Imao je troje djece te posvojio još dvoje.
- Njegova prva supruga, Virginia Gilmore (1944. – 1960.), bila je glumica. Imali su jedno dijete, Yula Brynnera II. (rođenog 23. prosinca 1946.), kojem je otac kad je imao šest godina dao nadimak "Rock" u čast boksaču Rockyju Grazianu, koji je osvojio srednjoteškaški naslov 1947. Rock je povjesničar, romanopisac i sveučilišni profesor povijesti. Napisao je knjigu o svojem ocu i povijesti njegove obitelji nazvanu "Brynnerovi".
- Lark Brynner (rođena 1958.) rođena je izvan braka, a odgojila ju je majka.
- Njegova druga žena, Doris Kleiner (1960. – 1967.), bila je čileanski model, s kojom se oženio na setu tijekom snimanja Sedmorice veličanstvenih 1960. Dobili su jedno dijete, Victoriju Brynner (rođena u studenom 1962.), čija je kuma bila Audrey Hepburn.
- Njegova treća žena, Jacqueline de Croisset (1971. – 1981.), bila je francuska aristokratkinja. Bila je udovica Philippea de Croisseta, izdavača. Yul i Jacqueline su posvojili dvoje vijetnamske djece: Miu (1974.) i Melody (1975.).
- Njegova četvrta žena, Kathy Lee, rođena u Maleziji, bila je plesačica u predstavi Kralj i ja. Vjenčali su se 1983.

Brynner je početkom pedsesetih bio u vezi s Marlene Dietrich.

### Smrt
Brynner je umro 10. listopada 1985. u New Yorku (isti dan kad i Orson Welles, koji je također nastupio u Bitci na Neretvi). Uzrok smrti bio je rak pluća koji je bio posljedica dugogodišnjeg pušenja. Tijekom života Brynnera se često moglo vidjeti s cigaretom u ruci. U siječnju 1985., devet mjeseci prije smrti, dao je intervju u emisiji Good Morning America, izrazivši želju da snimi antipušačku reklamu. Isječak iz tog intervjua postao je dio reklame Američkog društva oboljelih od raka, objavljen nakon njegove smrti; sadrži upozorenje "Sada kad sam umro, kažem ti, nemoj pušiti."
Brynner je pokopan u groblju Saint-Michel-de-Bois-Aubry u Vienneu, Francuska.

## Filmografija
- Njujorška luka (1949.)
- Kralj i ja (1956.)
- Deset zapovijedi (1956.)
- Anastazija (1956.)
- Braća Karamazovi (1958.)
- The Buccaneer (1958.)
- Putovanje (1959.)
- Zvuk i bijes (1959.)
- Salomon i Sheba (1959.)
- Još jednom, s osjećajem! (1960.)
- Orfejeva oporuka (1960.)
- Paket iznenađenja (1960.)
- Sedmorica veličanstvenih (1960.)
- Zbogom opet (1961.)
- Escape from Zahrain (1962.)
- Taras Bulba (1962.)
- Kraljevi sunca (1963.)
- Flight from Ashiya (1964.)
- Invitation to a Gunfighter (1964.)
- Morituri (1965.)
- Cast a Giant Shadow (1966.)
- I mak je cvijet (1966.)
- Povratak sedmorice (1966.)
- Trostruki križ (1966.)
- The Double Man (1967.)
- The Long Duel (1967.)
- Villa Rides (1968.)
- The Picasso Summer (1969.)
- The File of the Golden Goose (1969.)
- Bitka na Neretvi (1969.)
- The Madwoman of Chaillot (1969.)
- The Magic Christian (1969.)
- Adios, Sabata (1971.)
- Svjetlo na kraju svijeta (1971.)
- Romance of a Horsethief (Romansa konjokradice) (1971.), film sniman u Vukovaru
- Catlow (1971.)
- Fuzz (1972.)
- Noćni let iz Moskve (1973.)
- Westworld (1973.)
- The Ultimate Warrior (1975.)
- Death Rage (1976.)
- Futureworld (1976.)

## Vanjske poveznice
- Yul Brynner u internetskoj bazi filmova IMDb-u (engl.)
- Yul Brynner na Internet Broadway Databaseu (engl.)